# Teleorman (županija)
Teleorman (IPA: [te.'le.or.man])  županija nalazi se u južnoj Rumunjskoj u povjesnoj pokrajini Munteniji. Glavni grad županije Teleorman je grad Alexandria.

## Demografija
Po popisu stanovništva iz 2002. godine na prostoru županije Teleorman živjelo je 436.025 stanovnika, dok je prosječna gustoća naseljenosti 75 stan/km².
- Rumunji - 96,76%[1]
- Romi - 3,18%

| Godina | Ukupno stanovnika |
| ------ | ----------------- |
| 1948.  | 487.394           |
| 1956.  | 510.488           |
| 1966.  | 516.222           |
| 1977.  | 518.943           |
| 1992.  | 483.840           |
| 2002.  | 436.025           |

## Zemljopis
Županija Teleorman ima ukupno površinu od 5.790 km ².
Reljef županije može se podijeliti na dva različita elementa:
- Na sjeveru i središnjem djelu županije nalaze se ravnice Rumunjskog Platoa s malim rijekama i dubokim dolinama.
- Na jugu se nalazi rijeka Dunav s velikom dolinom, s barama i malim kanalima.

Pored Dunava, važna je rijeka Olt koja se ulijeva u Dunav u blizini sela Islaz. Ostale važne rijeke su Vadea, i Teleorman i Călmățui.

#### Susjedne županije
- Giurgiu na istoku.
- Olt na zapadu.
- Argeș i Dâmbovița na sjeveru.
- Veliko Tarnovo i Pleven u Bugarskoj.

## Gospodarstvo
Glavne gospodarske grane u županiji su:
- proizvodnja hrane i pića,
- tekstilna industrija,
- kemijska industrija,

Poljoprivreda je glavna gospodarska grana u županiji. Poljoprivredni proizvodi većinom se plasiraju u Bukurešt.

## Administrativna podjela
Županija Teleorman podjeljena je na tri municipije, dva grada i 93 općine.

### Municipiji
- Alexandria - glavni grad; stanovnika: 59,308
- Roșiorii de Vede
- Turnu Măgurele

### Gradovi
- Zimnicea - najjužnije mjesto u Rumunjskoj
- Videle

### Općine
| - Băbăița - Balaci - Beciu - Beuca - Blejești - Bogdana - Botoroaga - Bragadiru - Brânceni - Bujoreni - Bujoru - Buzescu - Călinești - Călmățuiu | - Călmățuiu de Sus - Cervenia - Ciolănești - Ciuperceni - Conțești - Cosmești - Crângu - Crevenicu - Crângeni - Didești - Dobrotești - Dracea - Drăcșenei - Drăgănești de Vede | - Drăgănești-Vlașca - Fântânele - Frăsinet - Frumoasa - Furculești - Gălăteni - Gratia - Islaz - Izvoarele - Lisa - Lița - Lunca - Măgura - Măldăeni | - Mârzănești - Mavrodin - Mereni - Moșteni - Nanov - Năsturelu - Necșești - Nenciulești - Olteni - Orbeasca - Peretu - Piatra - Pietroșani - Plopii-Slăvitești | - Plosca - Poeni - Poroschia - Purani - Putineiu - Rădoiești - Răsmirești - Săceni - Saelele - Salcia - Sârbeni - Scrioaștea - Scurtu Mare - Seaca | - Segarcea-Vale - Sfințești - Siliștea - Siliștea Gumești - Slobozia Mândra - Smârdioasa - Stejaru - ștorobăneasa - Suhaia - Talpa - Tătărăștii de Jos - Tătărăștii de Sus - țigănești - Traian | - Trivalea-Moșteni - Troianul - Uda-Clocociov - Urluiu - Vârtoape - Vedea - Viișoara - Vitănești - Zâmbreasca |